# ヴィンセント・ミュラー
ヴィンセント・カルステン・マリア・ミュラー（Vincent Carsten Maria Müller、2000年8月23日 - ）は、ドイツ・ケルン出身のサッカー選手。MSVデュースブルク所属。ポジションはGK。

## クラブ経歴
2007年に1.FCケルンのアカデミーに入団したが、トップチームデビューはできず、2019-20シーズン開幕前にヴュルツブルガー・キッカーズへ移籍した。
2020年9月23日、PSVアイントホーフェンに移籍し、3年契約を交わした。
2022年6月21日、MSVデュースブルクに2年契約で移籍した。